# Gabardina (tejido)

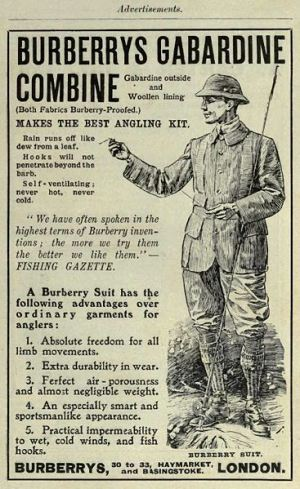
Aviso de Burberry publicitando un traje impermeable de pesca deportiva confeccionado en tela de gabardina, 1908.

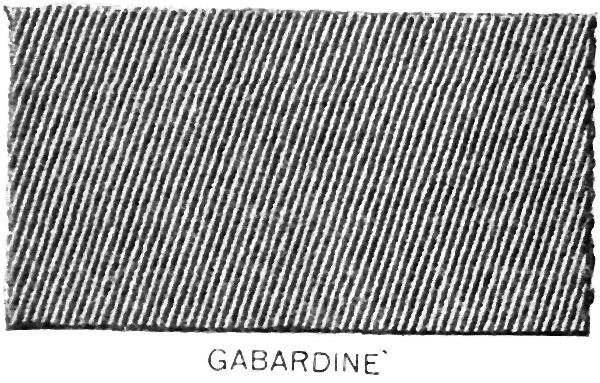
Gabardina.

La gabardina es un tejido de algodón, lana o fibra sintética de consistencia trabajada y muy apretada, caracterizada por tener una cara lisa y una acanalada en diagonal. Por ser relativamente impermeable al aire y al agua, se emplea habitualmente en la confección de ropa de abrigo.

La gabardina también es muy popular para la confección de ropa de trabajo y uniformes especiales para la realización de tareas que involucren exposición al aire libre, uso de herramientas pesadas, manipulación de productos químicos, etc. Las camisas y pantalones de gabardina son comúnmente usados por personal de limpieza y mantenimiento en empresas así como también en la construcción y trabajos rurales.
Fue creada por Thomas Burberry en 1880 cuando se entrevistó con un pastor de su región, cuya chaqueta se volvía impermeable por el producto utilizado en el baño de las ovejas [cita requerida]. Registró la patente en 1888, lo que le permitió la fabricación exclusiva hasta 1917. Actualmente muchas gabardinas se trabajan en este material, tomando el nombre de burberries en el Reino Unido.
- Datos: Q577237
- Multimedia: Gabardine / Q577237